# 阮宗泽
阮宗泽（1965年12月—），男，四川泸州叙永人，中华人民共和国外交官、学者，现任中华人民共和国驻布里斯班总领事。

## 生平
阮宗泽毕业于四川外语学院、中国人民大学和外交学院。1988年，进入中国国际问题研究所工作，期间客座伦敦大学亚非学院1年。1996年，任驻英国大使馆二等秘书，后升一等秘书。2000年，任任中国国际问题研究所综合研究室主任。2002年，升任中国国际问题研究所副所长。2007年，任驻美国大使馆公使衔参赞。2011年，回任中国国际问题研究所副所长。2015年，任中国国际问题研究院常务副院长。2022年6月，出任中华人民共和国驻布里斯班总领事。